# Georg Hinterwinkler
Georg Hinterwinkler (* 31. Januar 1857 in Untereschlbach; † 14. August 1915 in Straubing) war katholischer Geistlicher und Mitglied des Deutschen Reichstags.

## Leben
Hinterwinkler besuchte von 1870 bis 1878 das humanistische Gymnasium zu Landshut, studierte dann bis 1883 katholische Theologie zu Regensburg und wurde am 1. Juli 1883 zum katholischen Priester geweiht. Danach war er bis 1887 Kaplan in Au bei Freising, bis 1896 Prediger der Stadt Straubing und seit 1896 Stadtpfarrer und Distriktsschulinspektor in Plattling. Er genügte seiner Militärpflicht als Einjährig-Freiwilliger im 11. Bayerischen Infanterie-Regiment von der Tann in Regensburg.
Von 1899 bis 1907 war er Mitglied der Bayerischen Kammer der Abgeordneten und von 1903 bis 1912 des Deutschen Reichstags für den Wahlkreis Niederbayern 5 (Deggendorf, Regen, Viechtach, Kötzting) und die Deutsche Zentrumspartei.

## Ehrungen
- 1908: Ehrenbürger von Plattling